# Барнвелл
Барнвелл (англ. Barnwell) — село в Канаді, у провінції Альберта, у складі муніципального району Тейбер.

## Населення
За даними перепису 2016 року, село нараховувало 947 осіб, показавши зростання на 22,8%, порівняно з 2011-м роком. Середня густина населення становила 625,6 осіб/км².
З офіційних мов обидвома одночасно не володів жоден з жителів, тільки англійською — 905, а 35 — жодною з них. Усього 360 осіб вважали рідною мовою не одну з офіційних.
Працездатне населення становило 335 осіб (60,9% усього населення), усі були зайняті. 76,1% осіб були найманими працівниками, а 23,9% — самозайнятими.
Середній дохід на особу становив $43 727 (медіана $31 040), при цьому для чоловіків — $54 551, а для жінок $33 470 (медіани — $48 000 та $19 456 відповідно).
21,1% мешканців мали закінчену шкільну освіту, не мали закінченої шкільної освіти — 36,7%, 42,2% мали післяшкільну освіту, з яких 32,6% мали диплом бакалавра, або вищий.
| Статево-вікова структура населення | Статево-вікова структура населення | Статево-вікова структура населення | Статево-вікова структура населення | Статево-вікова структура населення |
| ---------------------------------- | ---------------------------------- | ---------------------------------- | ---------------------------------- | ---------------------------------- |
|                                    |                                    |                                    |                                    |                                    |
| Всього                             | Всього                             | 49,7%50,3%                         |                                    |                                    |
| 0 — 14 років                       | 0 — 14 років                       |                                    | 35,3%                              | 35,3%                              |
| 15 — 64 років                      | 15 — 64 років                      |                                    | 56,3%                              | 56,3%                              |
| 65 і більше                        | 65 і більше                        |                                    | 8,4%                               | 8,4%                               |
| 85 і більше                        | 85 і більше                        |                                    | 1,1%                               | 1,1%                               |
| Середній вік (років)               | Середній вік (років)               | 29,529,3                           | 29,4                               | 29,4                               |
| Медіана (років)                    | Медіана (років)                    | 24,924,2                           | 24,6                               | 24,6                               |
| — чоловіки — жінки                 |                                    |                                    |                                    |                                    |

| Походження мешканців:     | Походження мешканців:     | Походження мешканців: | Походження мешканців: | Походження мешканців: |
| ------------------------- | ------------------------- | --------------------- | --------------------- | --------------------- |
| Походження                |                           |                       | осіб                  | %                     |
| Корінні американці        | Корінні американці        |                       | 25                    | 2.82%                 |
| Інше північноамериканське | Інше північноамериканське |                       | 145                   | 16.38%                |
| Європейське               | Європейське               |                       | 795                   | 89.83%                |
| британське                | британське                |                       | 350                   | 39.55%                |
| французьке                | французьке                |                       | 35                    | 3.95%                 |
| Латинськоамериканське     | Латинськоамериканське     |                       | 20                    | 2.26%                 |
| Азійське                  | Азійське                  |                       | 30                    | 3.39%                 |
| Океанійське               | Океанійське               |                       | 20                    | 2.26%                 |

| Зайнятість населення за галузями (за класифікацією NOC): | Зайнятість населення за галузями (за класифікацією NOC): | Зайнятість населення за галузями (за класифікацією NOC): | Зайнятість населення за галузями (за класифікацією NOC): | Зайнятість населення за галузями (за класифікацією NOC): |
| -------------------------------------------------------- | -------------------------------------------------------- | -------------------------------------------------------- | -------------------------------------------------------- | -------------------------------------------------------- |
|                                                          |                                                          |                                                          |                                                          |                                                          |
| Управління                                               | Управління                                               |                                                          | 11,9%                                                    | 11,9%                                                    |
| Бізнес, фінанси та адміністрування                       | Бізнес, фінанси та адміністрування                       |                                                          | 10,4%                                                    | 10,4%                                                    |
| Охорона здоров'я                                         | Охорона здоров'я                                         |                                                          | 10,4%                                                    | 10,4%                                                    |
| Освіта, правозахист, муніципальні та урядові служби      | Освіта, правозахист, муніципальні та урядові служби      |                                                          | 3%                                                       | 3%                                                       |
| Мистецтво, культура, відпочинок та спорт                 | Мистецтво, культура, відпочинок та спорт                 |                                                          | 3%                                                       | 3%                                                       |
| Роздрібна торгівля та послуги                            | Роздрібна торгівля та послуги                            |                                                          | 17,9%                                                    | 17,9%                                                    |
| Гуртова торгівля, транспорт та обладнання                | Гуртова торгівля, транспорт та обладнання                |                                                          | 29,9%                                                    | 29,9%                                                    |
| Природні ресурси, сільське господарство                  | Природні ресурси, сільське господарство                  |                                                          | 9%                                                       | 9%                                                       |

## Клімат
Середня річна температура становить 6°C, середня максимальна – 24°C, а середня мінімальна – -14,8°C. Середня річна кількість опадів – 375 мм.
| Клімат поселення                              | Клімат поселення | Клімат поселення | Клімат поселення | Клімат поселення | Клімат поселення | Клімат поселення | Клімат поселення | Клімат поселення | Клімат поселення | Клімат поселення | Клімат поселення | Клімат поселення | Клімат поселення |
| Показник                                      | Січ.             | Лют.             | Бер.             | Квіт.            | Трав.            | Черв.            | Лип.             | Серп.            | Вер.             | Жовт.            | Лист.            | Груд.            |                  |
| Середній максимум, °C                         | −1               | 2,41             | 7,20             | 13,46            | 19,02            | 22,98            | 23,98            | 23,78            | 18,79            | 13,33            | 5,10             | −0,09            |                  |
| Середня температура, °C                       | −7,9             | −4,48            | 0,30             | 6,56             | 12,11            | 16,09            | 18,14            | 17,94            | 12,97            | 7,50             | −0,73            | −5,94            |                  |
| Середній мінімум, °C                          | −14,8            | −11,39           | −6,64            | −0,37            | 5,20             | 9,18             | 12,31            | 12,11            | 7,13             | 1,70             | −6,57            | −11,78           |                  |
| Норма опадів, мм                              | 19               | 14               | 22               | 32               | 48               | 73               | 35               | 41               | 38               | 18               | 17               | 18               |                  |
| Середньомісячна швидкість вітру, м/с          | 4.70             | 4.40             | 4.70             | 4.80             | 4.54             | 4.20             | 3.70             | 3.68             | 4.00             | 4.60             | 4.82             | 4.78             |                  |
| Середньомісячна сонячна радіація, кДж/м²·день | 4491             | 8048             | 13148            | 17458            | 20984            | 22376            | 23791            | 20337            | 14540            | 8906             | 4855             | 3609             |                  |
| --------------------------------------------- | ---------------- | ---------------- | ---------------- | ---------------- | ---------------- | ---------------- | ---------------- | ---------------- | ---------------- | ---------------- | ---------------- | ---------------- | ---------------- |
| Джерело:                                      |                  |                  |                  |                  |                  |                  |                  |                  |                  |                  |                  |                  |                  |